# Полузатворена задна закръглена гласна
Полузатворената задна закръглена гласна е гласен звук, срещан в някои говорими езици и представян в международната фонетична азбука със символа o. В българския той съответства на звука, обозначаван с „о“ или „у“ в неударено положение.
Полузатворената задна незакръглена гласна се използва в езици като немски (oder, [ˈoːdɐ]), нидерландски (kool, [koːɫ]), френски (réseau, [ʁezo]).